# Campeonato Europeu de Ciclismo em Pista de 2023
O XIV Campeonato Europeu de Ciclismo em Pista celebrou-se em Grenchen (Suíça) entre 8 e 12 de fevereiro de 2023 baixo a organização da União Europeia de Ciclismo (UEC) e a Federação Suíça de Ciclismo.
As competições realizaram-se no Velódromo Suíça da cidade helvética. Foram disputadas 22 provas, 11 masculinas e 11 femininas.

## Medalhistas

### Masculino
| Evento                          | Ouro                                                                                                 | Prata                                                                                    | Bronze |
| ------------------------------- | --- | ---------------------------------------------------------------------------------------- | --- |
| Velocidade individual (11.02)   | Harrie Lavreysen · Países Baixos                                                                     | Mateusz Rudyk · Polónia                                                                  | Rayan Helal · França                                                                                      |
| Velocidade por equipas (08.02)  | Países Baixos · Jeffrey Hoogland · Harrie Lavreysen · Roy van den Berg · Tijmen van Loon · 42,325    | Reino Unido · Jack Carlin · Alistair Fielding · Hamish Turnbull · Joseph Truman · 43,565 | França · Timmy Gillion · Melvin Landerneau · Sébastien Vigier · 43,332                                    |
| Perseguição individual (10.02)  | Jonathan Milan · Itália · 4:03,744                                                                   | Daniel Bigham · Reino Unido · 4:05,860                                                   | Tobias Buck-Gramcko · Alemanha · 4:09,796                                                                 |
| Perseguição por equipas (09.02) | Itália · Filippo Ganna · Francesco Lamon · Jonathan Milan · Manlio Moro · Simone Consonni · 3:47,667 | Reino Unido · Daniel Bigham · Charlie Tanfield · Ethan Vernon · Oliver Wood · 3:48,800   | França · Thomas Denis · Corentin Ermenault · Quentin Lafargue · Benjamin Thomas · Adrien Garel · 3:49,837 |
| 1 km contrarrelógio (09.02)     | Jeffrey Hoogland · Países Baixos · 58,203                                                            | Alejandro Martínez Chorro · Espanha · 59,687                                             | Maximilian Dörnbach · Alemanha · 59,778                                                                   |
| Corrida por pontos (09.02)      | Simone Consonni · Itália · 54 pts.                                                                   | Albert Torres Barceló · Espanha · 51 pts.                                                | Donavan Grondin · França · 48 pts.                                                                        |
| Scratch (10.02)                 | Oliver Wood · Reino Unido                                                                            | Roy Eefting · Países Baixos                                                              | Donavan Grondin · França                                                                                  |
| Keirin (12.02)                  | Harrie Lavreysen · Países Baixos                                                                     | Patryk Rajkowski · Polónia                                                               | Jeffrey Hoogland · Países Baixos                                                                          |
| Madison (12.02)                 | Roger Kluge · Theo Reinhardt · Alemanha · 43 pts.                                                    | Simone Consonni · Elia Viviani · Itália · 34 pts.                                        | Donavan Grondin · Benjamin Thomas · França · 32 pts.                                                      |
| Eliminação (08.02)              | Tim Torn Teutenberg · Alemanha                                                                       | Rui Oliveira · Portugal                                                                  | Philip Heijnen · Países Baixos                                                                            |
| Omnium (11.02)                  | Benjamin Thomas · França · 162 pts.                                                                  | Simone Consonni · Itália · 146 pts.                                                      | William Perrett · Reino Unido · 136 pts.                                                                  |

### Feminino
| Evento                          | Ouro                                                                                               | Prata | Bronze                                                                               |
| ------------------------------- | -------------------------------------------------------------------------------------------------- | --- | ------------------------------------------------------------------------------------ |
| Velocidade individual (10.02)   | Lea Friedrich · Alemanha                                                                           | Pauline Grabosch · Alemanha                                                                                    | Sophie Capewell · Reino Unido                                                        |
| Velocidade por equipas (08.02)  | Alemanha · Lea Friedrich · Pauline Grabosch · Emma Hinze · Alessa-Catriona Pröpster · 46,865       | Reino Unido · Lauren Bell · Emma Finucane · Katy Marchant · Sophie Capewell · 47,639                           | Países Baixos · Kyra Lamberink · Steffie van der Peet · Hetty van de Wouw · 47,431   |
| Perseguição individual (11.02)  | Franziska Brauße · Alemanha · 3:20,101                                                             | Josie Knight · Reino Unido · 3:23,613                                                                          | Mieke Kröger · Alemanha · 3:24,895                                                   |
| Perseguição por equipas (09.02) | Reino Unido · Katie Archibald · Neah Evans · Josie Knight · Anna Morris · Elinor Barker · 4:13,890 | Itália · Martina Alzini · Elisa Balsamo · Martina Fidanza · Vittoria Guazzini · Letizia Paternoster · 4:16,018 | Alemanha · Franziska Brauße · Lisa Klein · Mieke Kröger · Laura Süßemilch · 4:14,402 |
| 500 m contrarrelógio (11.02)    | Emma Hinze · Alemanha · 32,947                                                                     | Taky Kouamé · França · 33,390                                                                                  | Hetty van de Wouw · Países Baixos · 33,554                                           |
| Corrida por pontos (11.02)      | Anita Stenberg · Noruega · 56 pts.                                                                 | Shari Bossuyt · Bélgica · 42 pts.                                                                              | Marie Le Net · França · 34 pts.                                                      |
| Scratch (08.02)                 | Maria Martins · Portugal                                                                           | Eukene Larrarte · Espanha                                                                                      | Daria Pikulik · Polónia                                                              |
| Keirin (12.02)                  | Lea Friedrich · Alemanha                                                                           | Emma Finucane · Reino Unido                                                                                    | Emma Hinze · Alemanha                                                                |
| Madison (12.02)                 | Katie Archibald · Elinor Barker · Reino Unido · 38 pts.                                            | Victoire Berteau · Clara Copponi · França · 25 pts.                                                            | Elisa Balsamo · Vittoria Guazzini · Itália · 19 pts.                                 |
| Eliminação (09.02)              | Lotte Kopecky · Bélgica                                                                            | Valentine Fortin · França                                                                                      | Maike van der Duin · Países Baixos                                                   |
| Omnium (10.02)                  | Katie Archibald · Reino Unido · 155 pts.                                                           | Daria Pikulik · Polónia · 124 pts.                                                                             | Lotte Kopecky · Bélgica · 124 pts.                                                   |

## Medalheiro
| 1  | Alemanha      | 7  | 1  | 5  | 13 |
| 2  | Reino Unido   | 4  | 6  | 2  | 12 |
| 3  | Países Baixos | 4  | 1  | 5  | 10 |
| 4  | Itália        | 3  | 3  | 1  | 7  |
| 5  | França        | 1  | 3  | 7  | 11 |
| 6  | Bélgica       | 1  | 1  | 1  | 3  |
| 7  | Portugal      | 1  | 1  | 0  | 2  |
| 8  | Noruega       | 1  | 0  | 0  | 1  |
| 9  | Polónia       | 0  | 3  | 1  | 4  |
| 10 | Espanha       | 0  | 3  | 0  | 3  |
|    | TOTAL         | 22 | 22 | 22 | 66 |